# Сасо ди Сопра (Алесандрија)
Сасо ди Сопра је насеље у Италији у округу Алесандрија, региону Пијемонт.
Према процени из 2011. у насељу је живело 7 становника. Насеље се налази на надморској висини од 524 м.